# 真璃子のときめきホームルーム
真璃子のときめきホームルーム（まりこのときめきホームルーム）は、ニッポン放送の制作により放送されていたラジオ番組。1989年10月15日開始、1990年4月8日終了。放送時間は毎週日曜日21:00〜21:30。

## 概要
ニッポン放送ショウアップナイターの放送されていない、ナイターオフ期のみ放送されていた番組。パーソナリティの真璃子にとっては、ニッポン放送では『小倉久寛のオグラでオグラだ!』の1986年度（1986年10月〜1987年3月）の火曜日パートナー以来2年6か月ぶりのレギュラー出演。対象リスナー層は『ホームルーム』のタイトル通り、主に高校生としていた。オープニングテーマとジングルには真璃子自身も好きなオールディーズの曲を使用。エンディングテーマ曲もその時々に合わせて選曲、毎週変えて流していた。
番組ではフリートーク、各コーナーの他「月1回真璃子のわがままを通す企画」が行われた（後述）。
1990年4月で本番組が終了した後も、真璃子は引き続き『真璃子のオールナイトニッポン』（水曜2部、水曜日深夜＝木曜日未明 3:00〜5:00）のパーソナリティを務めている。

## 主なコーナー・企画
私の部屋のツーショット
- 応募して来た中から選ばれたリスナー宅に直接スタジオから電話をつないでトーク[1][2]。

真璃子からあなたへ 〜元気を出してね
- リスナーからのお便り紹介、及び悩み相談のコーナー[1][2]。

月1回わがままを通す企画
- タイトルの通り、月1回真璃子のわがままや希望を実現させる企画。第1回目は「何でもいいならクルーザーに乗りたい」という希望を受けて、スタッフや招待した少人数のリスナーと一緒に横浜港からクルーザー「スターマリンII号」に乗船し、番組収録を兼ねたクルージングイベントを開催。真璃子は船内の様子や海の様子などを案内した他、拡声器を出して参加したリスナーと一緒に、船上からすれ違う他の船や山下公園に向けて「私は真璃子で〜す、番組聴いて下さ〜い」などと叫んで番組の宣伝も行った[3]。